# Cavaliere d'Éon
Charles-Geneviève-Louis-Auguste-André-Timothée d'Éon de Beaumont, noto come Chevalier d'Éon (Tonnerre, 5 ottobre 1728 – Londra, 21 maggio 1810), fu un diplomatico francese, spia, soldato, avventuriero e massone, che visse la prima metà della sua vita come uomo e l'altra metà come donna.

## Biografia

### Infanzia
D'Éon de Beaumont nacque a Tonnerre nel dipartimento francese dello Yonne da Louis d'Éon de Beaumont, un procuratore, e Françoise de Chavanson, una nobildonna. La maggior parte di ciò che è noto circa l'infanzia di d'Éon proviene dalla sua autobiografia, la cui affidabilità è dubbia. D'Éon affermò poi di essere nata femmina, ma di essere stato cresciuto come un maschio perché suo padre avrebbe ereditato da suo suocero solo se avesse avuto un figlio maschio. Il titolo di 'Cavaliere', si riferisce al titolo onorifico 'chevalier des ordres du Roi', conferito dal re di Francia.
D'Éon primeggiò a scuola, diplomandosi nel 1749 al Collège Mazarin di Parigi. Servì da segretario per l'amministratore del dipartimento fiscale e fu censore reale.

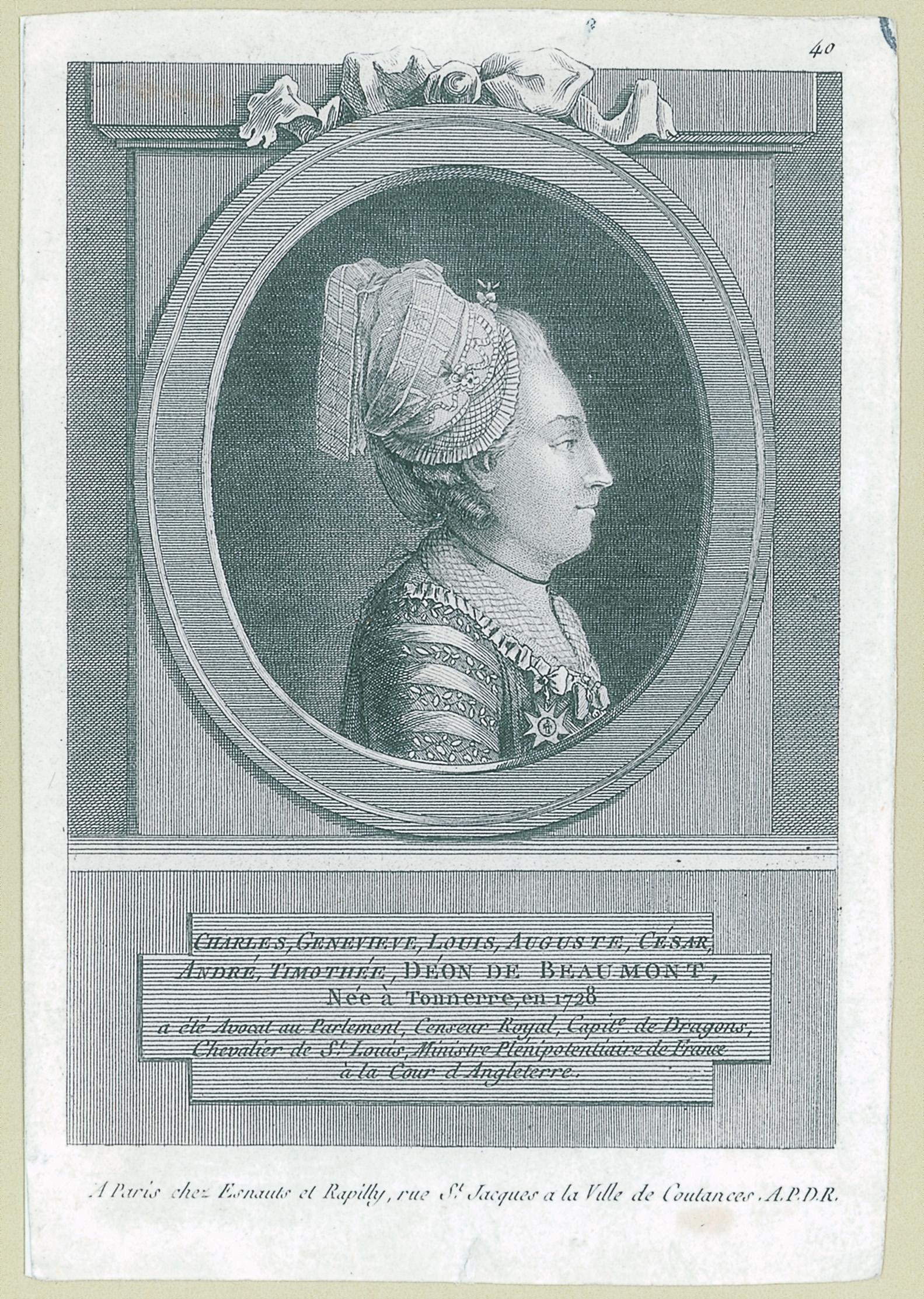
Pierre Adrien Le Beau, Mademoiselle de Beaumont, chevalier d'Éon, incisione

### Vita da spia
Nel 1756 D'Éon aderì alla rete segreta di spie chiamata Le Secret du Roi che lavorava al servizio diretto di Re Luigi XV, senza che l'amministrazione ne fosse a conoscenza e talvolta addirittura contro le politiche ufficiali ed i trattati. Il monarca lo mandò in missione segreta in Russia per incontrare l'imperatrice Elisabetta e tramare con la fazione filo-francese contro la Monarchia asburgica. Egli raccontò che vestì i panni della dama Lia de Beaumont e divenne persino una cameriera d'onore dell'imperatrice. La carriera di D'Éon in Russia è oggetto di un romanzo di Valentin Pikul.
Nel 1761 D'Éon ritornò in Francia. L'anno successivo divenne capitano dei dragoni sotto il Maresciallo de Broglie e combatté nelle ultime fasi della Guerra dei sette anni. Fu ferito e insignito dell'Ordine di San Luigi.

### Eredità
Havelock Ellis coniò il termine "eonismo" per definire simili casi di comportamento transgender.

## Nella cultura di massa
- Le Chevalier D'Eon è un anime del 2006, ambientato nella Francia del Settecento, la cui storia è ispirata molto liberamente alla vicenda del Cavaliere d'Eon.
- Mylène Farmer lo cita nella canzone Sans contrefaçon in cui, giocando sull'ambiguità sessuale, dice "io sono il cavaliere d'Eon".
- È un Servant evocabile dal protagonista del videogioco Fate/Grand Order.
- Compare in una missione secondaria del videogioco Assassin's Creed: Unity, in cui bisogna sfidare una serie di spadaccini. L'ultimo sfidante sarà proprio il cavaliere, travestito da donna.
- Compare nel terzo episodio della serie TV Franklin, trasmesso da Apple TV il 12 aprile 2024.